# Pallacanestro agli Island Games 2011 - Torneo maschile
Il torneo di pallacanestro agli Island Games 2011, si è svolto dal 27 giugno al 1 luglio 2011, sull'Isola di Wight.
La competizione ha visto l'affermazione di Bermuda.

## Prima Fase

### Gruppo A
| Squadra  | V - P | Pf - PS   | +/-  | Pts |
| -------- | ----- | --------- | ---- | --- |
| Saaremaa | 2 - 0 | 205 - 102 | +103 | 4   |
| Bermuda  | 1 - 1 | 199 - 85  | +114 | 2   |
| Frøya    | 0 - 2 | 45 - 262  | -217 | 0   |

| Isola di Wight 26 giugno 2011 | Bermuda | 129 – 13 | Frøya |  |

| Isola di Wight 27 giugno 2011 | Saaremaa | 72 – 70 | Bermuda |  |

| Isola di Wight 28 giugno 2011 | Frøya | 32 – 133 | Saaremaa |  |

### Gruppo B
| Squadra        | V - P | Pf - Ps   | D    | Pts |
| -------------- | ----- | --------- | ---- | --- |
| Minorca        | 2 - 0 | 195 - 79  | +116 | 4   |
| Isola di Wight | 1 - 1 | 119 - 154 | -35  | 2   |
| Isola di Man   | 0 - 2 | 84 - 165  | -18  | 0   |

| Isola di Wight 26 giugno 2011 | Isola di Wight | 70 – 54 | Isola di Man |  |

| Isola di Wight 27 giugno 2011 | Isola di Man | 30 – 95 | Minorca |  |

| Isola di Wight 28 giugno 2011 | Minorca | 100 – 49 | Isola di Wight |  |

### Gruppo C
| Squadra    | V - P | Pf - Ps   | D   | Pts |
| ---------- | ----- | --------- | --- | --- |
| Rodi       | 2 - 0 | 191 - 100 | +91 | 4   |
| Gibilterra | 1 - 1 | 130 - 139 | -9  | 2   |
| Jersey     | 0 - 2 | 83 - 165  | -82 | 0   |

| Isola di Wight 26 giugno 2011 | Rodi | 91 – 44 | Jersey |  |

| Isola di Wight 27 giugno 2011 | Jersey | 39 – 74 | Gibilterra |  |

| Isola di Wight 28 giugno 2011 | Gibilterra | 56 – 100 | Rodi |  |

### Gruppo D
| Squadra      | V - P | Pf - Ps  | D   | Pts |
| ------------ | ----- | -------- | --- | --- |
| Isole Cayman | 2 - 0 | 164 - 84 | +80 | 4   |
| Guernsey     | 0 - 2 | 84 - 164 | -80 | 0   |

| Isola di Wight 26 giugno 2011 | Guernsey | 35 – 67 | Isole Cayman |  |

| Isola di Wight 27 giugno 2011 | Isole Cayman | 97 – 49 | Guernsey |  |

## Seconda Fase
| Isola di Wight 29 giugno 2011 | Minorca | 75 – 84 | Gibilterra |  |

| Isola di Wight 29 giugno 2011 | Saaremaa | 102 – 60 | Guernsey |  |

| Isola di Wight 29 giugno 2011 | Rodi | 118 – 48 | Isola di Wight |  |

| Isola di Wight 29 giugno 2011 | Isole Cayman | 63 – 66 | Bermuda |  |

### Piazzamenti
9º-11º posto
| Isola di Wight 29 giugno 2011 | Frøya | 58 – 105 | Isola di Man |  |

| Isola di Wight 30 giugno 2011 | Jersey | 86 – 52 | Frøya |  |

| Isola di Wight 1 luglio 2011 | Isola di Man | 47 – 88 | Jersey |  |

5º-8º posto
| Isola di Wight 30 giugno 2011 | Minorca | 67 – 49 | Isole Cayman |  |

| Isola di Wight 30 giugno 2011 | Guernsey | 87 – 79 | Isola di Wight |  |

| Isola di Wight 1 luglio 2011 | Isola di Wight | 39 – 79 | Isole Cayman |  |

| Isola di Wight 1 luglio 2011 | Guernsey | 53 – 81 | Minorca |  |

### Semifinali
| Isola di Wight 30 giugno 2011 | Saaremaa | 105 – 101 | Rodi |  |

| Isola di Wight 30 giugno 2011 | Gibilterra | 52 – 88 | Bermuda |  |

### Finali
3º - 4º posto
| Isola di Wight 1 luglio 2011 | Rodi | 107 – 60 | Gibilterra |  |

1º - 2º posto
| Isola di Wight 1 luglio 2011 | Saaremaa | 57 – 76 | Bermuda |  |

## Classifica
| Oro     | Bermuda        |
| Argento | Saaremaa       |
| Bronzo  | Rodi           |
| 4.      | Gibilterra     |
| 5.      | Minorca        |
| 6.      | Guernsey       |
| 7.      | Isole Cayman   |
| 8.      | Isola di Wight |
| 9.      | Jersey         |
| 10.     | Isola di Man   |
| 11.     | Frøya          |

## Fonti
- IslandGames.net: 2011 basketball results (PDF) [collegamento interrotto], su islandgames.net.